# 純潔のマリア
『純潔のマリア』（Sorcière de gré, pucelle de force、じゅんけつのマリア）は、石川雅之による日本の漫画作品。『good!アフタヌーン』（講談社）にて創刊号（2008年11月発売）から第33号（2013年7月発売）まで連載された。
またサイドストーリーである『純潔のマリア exhibition』（じゅんけつのマリア エキシビション）は、『good!アフタヌーン』にて第45号（2014年7月発売）から2015年1月号（同年12月発売）まで連載された。
2015年1月から3月にかけてテレビアニメが放送された。

## キャッチコピー
- 天使と教会と百年戦争に魔女はケンカを売った。処女だけど。（コミックス通常版第一巻帯）
- 私は魔女マリア。世界の愚行を抑止する最強の力。処女だけど。（コミックス通常版第二巻帯）
- 大天使×魔女 最終対決 ついにフィナーレ!速報アニメ化決定!!（コミックス通常版第三巻帯）
- 魔女マリアの出会いと、それから。本編では語られなかった純潔の魔女の4つの物語。最高の筆致でここに降臨（コミックス通常版exhibition帯）

## あらすじ
純潔のマリア
戦争絶えぬ中世・百年戦争中のフランス。戦を嫌う処女で聖母の名をもつ魔女・マリアが夜な夜な戦場にサキュバスを遣わし、戦争をかき乱していた。しかし、その天界の方針に沿わない行動のため、マリアは大天使ミカエルに目をつけられ、制裁として純潔（処女）を失ったとき魔女としての力も失うようにされてしまう。
純潔のマリア exhibition
本編の前日談及び後日談などが収録されている。内容はマリアと本編で関わった人々との出会いなどの本編で語られなかった物語である。

## 登場人物
マリア
声 - 金元寿子
この物語の主人公。通称“マリアの森”に住む魔女。外見は少女だが強大な魔力を持ち、サキュバスをはじめ様々な異形の物を使役したり空を飛んだりする。箒や杖ではなく、2本歯のピッチフォークを使用する。戦争と、戦争を止めようとしないカトリック教会を嫌い、“マリアの森”に射ち込まれる矢文の依頼により夢魔を放って戦場そのものを消滅させてしまうため、同じような仕事を割り切ってやっている他の魔女達からは厄介者扱いされている。外見のイメージを気にしたり、「何時でも処女など棄てられる」「欲しけりゃ犬にでもくれてやる」と強がったり、何かにつけて逆上したりと性格も子供っぽい。
強大な魔力をもって人の世の理（戦争）に直接介入するという天界の方針に沿わない行動のため、大天使ミカエルに目を付けられ、制裁として純潔（処女）を失ったとき、魔女としての能力も失う（世界の平和や幸福と自分の幸福や快楽を天秤にかけなければならない）ようにされてしまった。また、人前で魔力を使うことも禁止されており、その際にはミカエルの放つ槍により天に帰されることになっている。
アルテミス
声 - 日笠陽子
露出度の高い白いベルトのような服と毛皮を着たサキュバスで、外見は10年後のマリアを元に作られたが、当のアルテミスはマリアの将来性を認めてない。その実体は白いフクロウである。戦場を飛び回り、各地の指揮官を骨抜きにして軍を混乱させるのが主な仕事。使い魔の立場であるが主人のマリアにあまり敬意ある態度は取らず、処女であることをネタにからかっては怒らせてはいるが、悪意があるわけではない模様。
プリアポス
声 - 小松未可子
アルテミスに、女や男色対策としてスカウトされたオスの白いフクロウ。アルテミスとのフクロウ時の違いとして頭の一部の毛が逆立っている。フランス軍通信兵の若者（ジョセフ）の外見を元に人型にしてもらったが、主人のマリアが男性を知らないため、インキュバスとして大事な辺りがうやむやのままにされている。本人はインキュバス志願であるが、いまだ童貞のまま雑役係として働いている。穏やかでお人好しな性格のため、マリアやアルテミスに振り回されることが多い。反面、マリアに対する忠誠心は厚く、マリアがミカエルに制裁を加えられそうになったときには怯えながらもマリアの助命を嘆願し、またエゼキエルがマリアを非難した際には普段と異なる厳しい口調で反駁を加えた。
エゼキエル
声 - 花澤香菜
大天使ミカエルの使い。普段は胸にクロス模様のある白いハトの姿で、少女の姿にもなれる。村娘のアンからは｢ポッポちゃん｣と呼ばれている。あることがきっかけでミカエルが自分の名代としてマリアのお目付役に置いていった。マリアがミカエルの言いつけを破った時に、彼女を天に帰すための槍でもある。強大な力を持つはずだが、監視役としてはかなり軽くあしらわれている。マリアの側にいるうちに彼女の考え方に共感してしまい、ミカエルから与えられた任務との間で心が揺れ動く様も見られる。魔女ビブとの掛け合いから察するに彼女も既に「経験者」であるらしく、自分と同類だと思っていたマリアはショックを受けていた。
人前で魔力を使ったマリアをミカエルが天に帰す際、ミカエルに背いてマリアを庇ったため堕天を命じられ、マリアとジョセフの娘として転生することになる。
アン
声 - 加隈亜衣
マリアの森のそばにある村に住む女の子。祖母マーサ（声 - 一城みゆ希）の薬を貰いに来たり父ドニ（声 - 保村真）が戦場で無事で済むよう頼みにマリアの元を度々訪れる。母ボンヌ（声 - 慶長佑香）とともにマリアを慕っているが、本人は敬虔なカトリックの信者である。
ジョセフ
声 - 小野賢章
フランス軍通信兵としてマリアの元をたびたび訪れていた若者。マリアに好意を寄せ、マリアに制裁を加えようとする大天使ミカエルにも弓を向けた。第8話にて氏名判明。軍を抜けアンの住む村で暮らしている。マリア本人は口に出さないが、まんざらでもない様子。
アニメでは、領主ギヨームの侍従。そのため金や生活に不自由したことがなく、マリアやガルファから刺激を受け自分の将来について悩む。
ミカエル
声 - 井上喜久子
天界の大天使。使い魔を介さず、直接人々の争いに介入するマリアを快く思っていない。
ビブ
声 - 能登麻美子
ウィンチェスターに雇われているイングランドの魔女。髪型は長い髪の縦ロール。処女で夢見がち（理想主義的）なマリアを面倒くさがりながらも、好意的に世話を焼く。そればかりか、友達のマリアを救おうと命を懸けてミカエルにケンカを売る。夢魔を使うが、相手がタイプだと自分で出張る。人間体プリアポスの童貞を狙っている。過去に、自分の制御しきれない魔獣リヴァイアサンを呼び出してしまい、大惨事になったところをマリアに救われたことがある。
エドウィナ
声 - 内山夕実
フランスの魔女。自宅に重傷を負ったマリアとビブが転がり込んでしまい、「巻き込まれてはらわた煮えくり返り」と言いながら二人に協力する。気弱なところがあり、自分の使い魔に励まされることもしばしば。後にマリアとビブの友人になる。
エドウィナの使い魔（名前は不明。アニメでは「レグリス」）
声 - 小澤亜李
エドウィナが使役するサキュバスで、実体は猫。優しい性格で主人のエドウィナを慕っており、攫われたマリアの探索に進んで行ったりもする。

### アニメ版のオリジナルキャラクター
ガルファ
声 - 小野友樹
フランス軍に所属する傭兵。信仰や国家への忠誠ではなく純粋に生活の為に戦っている。そのため、戦場を混乱させるマリアを嫌っている。宮仕えで生活が安定し性格的にも純粋なジョセフには反発を覚えながらも好感も持つなど、複雑な感情を抱いている。アニメ５話では酔った勢いで騎士ジョン・ド・トルアンの女に手を出した挙句、ジョンのベッドにいるところをジョンに見つかるという失態を犯す。騎士団と傭兵団の対立、士気の低下といった事態を避けるため一騎打ち試合という名の公開処刑をされかけるが、重傷者のふりをしてジョンの隙を誘い負傷した腕に隠していたソードブレイカーで剣を奪うことに成功、逆に試合場で叩きのめし軍中枢部に自分の才幹を見せつけ皆から一目置かれる存在となる。アニメ７話でイーヴァンの理不尽な要求に激昂し彼を殺害する。味方の砲弾の流れ弾で左腕を失うがアニメ8話でギヨームから贈られた特製の義手を装着し、団長の地位に着く。アニメ９話ではマリアの魔法を封じるため性的暴行を加え実際に魔法を使えなくしている。（実際には自分の性器を挿入したわけではなく、自分の義手をマリアの性器に挿入したと思われる台詞と描写となっておりはっきりしていない。）
イーヴァン
声 - 三宅健太
ガルファの所属する傭兵団「赤腕の兄弟団」の団長。右目に眼帯をしている。ル・メ伯爵（ギヨーム）に雇われて彼の軍に参加するが、報酬の支払いをめぐってもめる。アニメ7話でガルファに軍務放棄の責任をなすりつけ、彼の持金全てを差し出せと命じた為、彼に殺される。
傭兵
「赤腕の兄弟団」に所属する長剣遣いの傭兵。アニメ8話でガルファがギヨームの後ろ盾で新団長になった事が気に食わず、団長の地位を力ずくで奪い取ろうと彼を襲うが、特製義手の返り討ちに遭い死亡する。
ロロット
声 - 小島幸子
ガルファの知り合いの娼婦。「赤腕の兄弟団」に同行して、戦場の後方で様々な商売を行っている。意外にも、鎧を着たガルファを担ぎ上げるほどの力持ち。ガルファのイーヴァン殺しを目撃するも沈黙を守り、負傷した彼の身の回りの世話をしていた。ガルファが意識を取り戻した後にはイーヴァンによる責任のなすりつけをはじめとした事情を教えてもらった様子であり、その後も彼と行動を共にする。マリアへの報復に執着するガルファにつきあうものの、マリアを慕うジョセフと戦いまさかの逆転負けをしたガルファに対して復讐にとらわれて行動することの愚かさを説き、呆れつつも笑いながら彼の世話を続けるなどガルファが納得できる結果になるよう見守っていた節がある。その後も彼と共に居る様子が描かれている。
ギヨーム
声 - 島田敏
ル・メ伯爵の称号を持つフランスの貴族。ジョセフの主人であり、アンの住む村を含む一帯の荘園の領主。修道士ベルナールの伯父。国王の命で戦争に参加する。戦争を邪魔するマリアへは反感を持っているが、これを利用するベルナールの策には躊躇を示すなど、根は好人物。ジョセフの父も彼の家臣であり、魔女マリアへの思い入れが強すぎるジョセフに手を焼きながらも、それなりに目をかけていたようだ。アニメ7話では自陣が危機に晒された際、無差別砲撃を命じる等、非情な一面も見せた。
ベルナール
声 - 櫻井孝宏
町にある修道院の長。領主ギヨームの甥にあたる。周囲には碩学で、信仰心の篤い優しい人物と見られている。その一方でギョームに策を献じる等、怜悧で酷薄な一面も見せるが、本質的には自身の神学の探求を第一にしている。マリアとの問答をきっかけに、「天使も悪魔も必要としない信仰のあり方」を発想するが、その事に興奮して状況を弁えず行動しジルベールに失望され、さらに自身の考えに反して姿を現したミカエルの存在に激昂し、ミカエルの存在を否定しようとしたため塩の柱にされる。
ジルベール
声 - 花江夏樹
ベルナールに仕える修道士。ベルナールの本質を知らない為尊敬している。ベルナールの命でマリアを監視しており、のちにベルナールからマリアの異端審問の責任者に任命される。
ケルヌンノス
声 - 土師孝也
古い時代の神であったようだが、人々に忘れられるに従ってその形を失い、不定形の黒いもやのような姿になっている。マリアやその周囲の人物に、時に忠告し、時に誘惑する。
ジョン・ド・トルアン
フランス軍の騎士。ガルファに自分の女性を寝取られたことに怒りガルファを切り捨てようとするが、嫉妬に狂っての制裁では体裁が悪いこともあり争いを裁くための決闘という、全軍が観戦する一騎打ち試合を開催する。負傷したガルファ相手に完全武装状態の騎馬で挑むという事実上の私刑を始めようとするが、負傷者相手に慢心し条件を整えるべく軽装備へと変更、ガルファ相手に一方的に試合を進める。が、それは全てガルファの策であり慢心した瞬間に剣を奪われてしまう。その後は重傷者であるはずのガルファに一方的に徹底的に打ちのめされ軍中枢部の判断で試合終了となり、観戦する前で恐怖失禁するという醜態を晒してしまう。ガルファが堂々たる勝者として傭兵たちから称賛の嵐を受ける一方、無様な姿を晒してしまった自身は仲間たちからも嘲笑されることとなり、自ら命を絶つことになる。

## 書誌情報
- 石川雅之 『純潔のマリア』 講談社〈アフタヌーンKC〉、全3巻
  1. 2010年2月5日発行 ISBN 978-4-06-310622-0
    - 限定版  ISBN 978-4-06-358307-6

  2. 2011年10月7日発行 ISBN 978-4-06-310782-1
    - 限定版  2011年10月7日発行 ISBN 978-4-06-364877-5

  3. 2013年10月7日発行 ISBN 978-4-06-387924-7
    - 限定版 ISBN 978-4-06-364929-1
- 石川雅之 『純潔のマリア exhibition』 講談〈アフタヌーンKC〉、全1巻
  1. 2015年1月7日発行 ISBN 978-4-06-388028-1

## その他
- 『good!アフタヌーン』創刊号は本作品が表紙を飾り、付録として海洋堂製のマリアのフィギュアが添付された。
- 2010年5月8日から5月21日にかけて『good!アフタヌーン』公式ホームページ上にて第9話のペン入れが「もやしもん」第110話とともに生中継された。
- 2010年7月9日から7月11日の3日間限定で第10話も作画がWEB生中継された。
- 『good!アフタヌーン』＃12にて日付は未定だが第三回目のWEB生中継の告知あり。2010年9月17日から中継された。
- 2011年1月7日から10日に第13話の作画web中継が公開された。

## テレビアニメ
2015年1月から3月にかけて放送された。

### スタッフ
- 原作 - 石川雅之（講談社「good!アフタヌーン」所載）
- 監督 - 谷口悟朗
- シリーズ構成・脚本 - 倉田英之
- チーフリサーチャー - 白土晴一
- キャラクターデザイン・総作画監督 - 千羽由利子
- コンセプチュアルデザイン・総作画監督 - 中田栄治
- 美術監督 - 池田繁美、丸山由紀子
- 色彩設計 - 境成美
- 撮影監督 - 田中宏侍
- CGIディレクター - 三上康博
- 編集 - 森田清次
- 音響監督 - 明田川仁
- 音楽 - 甲田雅人
- 音楽制作 - ランティス、アイウィル
- 音楽プロデューサー - 伊藤善之
- チーフプロデューサー - 湯川淳、臼井久人、森下勝司、松下卓也、櫻井優香、石垣毅
- プロデューサー - 田中太郎、西川和良、清水紀衣、土屋潤一郎、木皿陽平、田畑孝之
- ラインプロデューサー - 西村知恭
- アニメーション制作 - Production I.G
- 製作 - 純潔のマリア製作委員会（バンダイビジュアル、講談社、ショウゲート、ランティス、Production I.G、キュー・テック）

### 主題歌
「Philosophy of Dear World」
ZAQによるオープニングテーマ。作詞・作編曲はZAQ、ストリングスアレンジは加藤達也。
「ailes」
唐沢美帆ことTRUEによるエンディングテーマ。作詞は唐沢、作曲・編曲は加藤達也。
「Les serments de chasteté 〜純潔の誓い〜」
TRUEによる第10話挿入歌。作詞は松井洋平、作曲・編曲はmyu。
「素晴らしき実りを歌い捧げよう」
最終話挿入歌。作詞は松井洋平、作曲・編曲はmyu。

### 各話リスト
| 話数               | サブタイトル                             | 絵コンテ   | 演出              | 作画監督                                                          |
| ------------------ | ---------------------------------------- | ---------- | ----------------- | ----------------------------------------------------------------- |
| LIBER I 第一話     | VIRGO INTACTA 完全なる乙女               | 谷口悟朗   | 浜名孝行          | 岡山思菜子、河合桃子                                              |
| LIBER II 第二話    | CONTRA MUNDUM 世界に対す                 | 新留俊哉   | 上野史博          | 幸田直子、松本美乃                                                |
| LIBER III 第三話   | FIDE,NON ARMIS 武器ではなく信仰で        | 井端義秀   | 井端義秀          | 井嶋けい子、八尋裕子 新井浩一、斉藤英子 稲吉朝子、西村郁 角田桂一 |
| LIBER IV 第四話    | MEMENTO MORI 死を思え                    | 須永司     | 熨斗谷充孝        | 佐藤友子                                                          |
| LIBER V 第五話     | SAPERE AUDE 勇気を、分別を、             | 谷口悟朗   | 丸山由太          | 鈴木さえこ 村松尚雄（アクション）                                 |
| LIBER VI 第六話    | SUB ROSA 薔薇の下で                      | 須永司     | いとがしんたろー  | 西尾鉄也、八尋裕子 井嶋けい子、斉藤英子 河合桃子                  |
| LIBER VII 第七話   | BELLUM SE IPSUM ALET 戦争は戦争を食う    | 細川ヒデキ | 仲澤慎太郎        | 鈴木俊二、佐々木敦子                                              |
| LIBER VIII 第八話  | LUPUS EST HOMO HOMINI 人は、人にとって狼 | 遠藤広隆   | 登坂晋            | 伊藤岳史                                                          |
| LIBER IX 第九話    | CUM GRANO SALIS 一つまみの塩を           | 須永司     | 石井久志          | 松本美乃、幸田直子                                                |
| LIBER X 第十話     | ODI ET AMO 我憎み、我愛す                | 須永司     | 井端義秀          | 菊池聡延                                                          |
| LIBER XI 第十一話  | SI VIS AMARI, AMA 愛を望むなら愛せ       | 須永司     | 倉川英揚 渡邉徹明 | -                                                                 |
| APOCALYPSIS 最終話 | OMNIA VINCIT AMOR 愛は、全てに勝つ       | 谷口悟朗   | 谷口悟朗 渡邉徹明 | -                                                                 |

### 放送局
| 放送期間                | 放送時間                     | 放送局     | 対象地域 | 備考             |
| ----------------------- | ---------------------------- | ---------- | -------- | ---------------- |
| 2015年1月11日 - 3月29日 | 日曜 22:30 - 23:00           | TOKYO MX   | 東京都   |                  |
| 2015年1月12日 - 3月30日 | 月曜 0:45 - 1:15（日曜深夜） | KBS京都    | 京都府   |                  |
|                         | 月曜 1:00 - 1:30（日曜深夜） | サンテレビ | 兵庫県   |                  |
|                         | 月曜 2:05 - 2:35（日曜深夜） | テレビ愛知 | 愛知県   |                  |
|                         | 月曜 20:30 - 21:00           | AT-X       | 日本全域 | リピート放送あり |
| 2015年1月14日 - 3月31日 | 水曜 0:30 - 1:00（火曜深夜） | BS11       | 日本全域 | ANIME+枠         |

| 配信期間                | 配信時間           | 配信サイト         | 備考           |
| ----------------------- | ------------------ | ------------------ | -------------- |
| 2015年1月12日 - 3月30日 | 月曜 12:00 更新    | バンダイチャンネル | 有料配信       |
| 2015年1月18日 - 4月6日  | 日曜 21:30 - 22:00 | バンダイチャンネル | 無料ライブ配信 |

### BD / DVD
| 巻 | 発売日        | 収録話          | 規格品番  | 規格品番  |
| 巻 | 発売日        | 収録話          | BD        | DVD       |
| -- | ------------- | --------------- | --------- | --------- |
| 1  | 2015年3月27日 | 第1話 - 第2話   | BCXA-0961 | BCBA-4671 |
| 2  | 2015年4月24日 | 第3話 - 第4話   | BCXA-0962 | BCBA-4672 |
| 3  | 2015年5月27日 | 第5話 - 第6話   | BCXA-0963 | BCBA-4673 |
| 4  | 2015年6月26日 | 第7話 - 第8話   | BCXA-0964 | BCBA-4674 |
| 5  | 2015年7月24日 | 第9話 - 第10話  | BCXA-0965 | BCBA-4675 |
| 6  | 2015年8月26日 | 第11話 - 第12話 | BCXA-0966 | BCBA-4676 |